# Jamalcolm Liggins
Jamalcolm "Jay" Liggins (Memphis, 26 aprile 1996) è un giocatore di football americano statunitense, che gioca come cornerback per i Paris Musketeers.
Dopo aver giocato per la squadra universitaria statunitense dei Dickinson State Blue Hawks, nel 2019 gioca 2 partite di preseason con i Philadelphia Eagles come undrafted free agent. Passa quindi in XFL ai St. Louis BattleHawks e in CFL agli Winnipeg Blue Bombers, senza però mai riuscire a entrare nel roster attivo. Si trasferisce quindi agli svizzeri Bern Grizzlies e al termine del campionato svizzero in ELF con i Tirol Raiders. Dal 2023 al 2024 ha giocato nei Frankfurt Galaxy ed è successivamente passato ai Paris Musketeers.

## Palmarès
- 1 Swiss Bowl (Bern Grizzlies, 2022)